# Proposta d'esmena sobre el dret de vot del Districte de Colúmbia de la Constitució dels Estats Units
L'Esmena sobre el dret de vot del Districte de Colúmbia va ser una esmena proposada a l'article cinc de la Constitució dels Estats Units que d'haver estat aprovada hauria donat al Districte de Colúmbia plena representació en el Congrés dels Estats Units, representació plena en el sistema de col·legi electoral, i plena participació en el procés d'esmena de la constitució.
L'esmena va ser proposada al Congrés el 22 d'agost de 1978. Tan sols va ser ratificada per 16 estats quan el període de ratificació va expirar el 22 d'agost del 1985. Van faltar 22 ratifications més per arribar a les 38 necessàries per a poder adoptar l'esmena.

## Text
El text de l'Esmena sobre el dret de vot del Districte de Colúmbia de la constitució dels Estats Units diu així:
| « | (català) Secció 1. A l'efecte de la representació al Congrés, elecció del president i vicepresident, i l'article V de la present Constitució, el districte que constitueix la seu del govern dels Estats Units serà tractat com si es tractés d'un Estat. Secció 2. L'exercici dels drets i facultats conferits en virtut d'aquest article es farà pel poble del Districte que constitueixen la seu del govern, i com serà proporcionat pel Congrés. Secció 3. La vint-i-tresena esmena de la Constitució dels Estats Units queda derogada. Secció 4. Aquest article quedarà sense efecte, llevat que sigui ratificat com esmena a la Constitució per les legislatures de les tres quartes parts dels diversos Estats termini de set anys a partir de la data de la seva presentació. | (anglès) Section 1. For purposes of representation in the Congress, election of the President and Vice President, and article V of this Constitution, the District constituting the seat of government of the United States shall be treated as though it were a State. Section 2. The exercise of the rights and powers conferred under this article shall be by the people of the District constituting the seat of government, and as shall be provided by the Congress. Section 3. The twenty-third article of amendment to the Constitution of the United States is hereby repealed. Section 4. This article shall be inoperative, unless it shall have been ratified as an amendment to the Constitution by the legislatures of three-fourths of the several States within seven years from the date of its submission. | » |